# Joseph-Amédée de Bonnay
Joseph-Amédée, marquis de Bonnay (Valenciennes, 3 septembre 1773 - Autun, 26 avril 1853), est un homme politique français.

## Biographie
Il est admis à siéger à la Chambre des pairs en 1825, en remplacement de son père le marquis Charles-François de Bonnay.

## Sources
- « Joseph-Amédée de Bonnay », dans Adolphe Robert et Gaston Cougny, Dictionnaire des parlementaires français, Edgar Bourloton, 1889-1891 [détail de l’édition]